# Neville D’Almeida – Cronista da Beleza e do Caos
Neville D’Almeida – Cronista da Beleza e do Caos é um documentário brasileiro de 2018, dirigido por Mario Abbade, sobre a vida e a obras do cineasta e artista plástico Neville d'Almeida.
O filme foi um dos longa-metragens brasileiros selecionados para a 23ª edição do festival brasileiro É Tudo Verdade, realizado nas cidades de São Paulo e no Rio de Janeiro em 2018. Também participou de festivais internacionais, tais como Festival Internacional de Cinema de Roterdão 2018 , Mostra de São Paulo 2018, Festival de Vitória 2018, Festival Cineuropa em Santiago de Compostela (Espanha) 2019 e ganhou prêmios de melhor documentário internacional no Impact Docs 2018 (Califórnia) e melhor diretor de documentário internacional no Festival de Jakarta 2018 .